# 長田寺 (小浜市)
長田寺（ちょうでんじ）は、福井県小浜市上田にある曹洞宗の寺院。山号は多古木山。田村薬師とも呼ばれる。

## 歴史
若狭遠敷郡誌によると、坂上田村麻呂采邑（領地）、中名田村上田字堂脇に延暦（782年から806年）延鎮の開山という。寺の薬師如来立像は田村薬師と呼ばれ、この地域を開いた坂上田村麻呂ゆかりの地としても信仰があつい。

## 仏像
- 薬師瑠璃光如来立像（本尊）[3]
- 日光菩薩[3] [7]
- 月光菩薩 [3][7]
- 十二神将[3]

## 所在地
- 福井県小浜市上田71-2

## 周辺
- 小浜市立中名田小学校
- 田村川
- 持田四社神社
- 福井県道223号岡田深谷線
- 小村城跡

## アクセス
- 西日本旅客鉄道（JR西日本）小浜線小浜駅から国道162号、県道223号経由で約15キロメートル
- 中名田小学校前バス停から徒歩約4分（約300m）